# Ostheim (Nidderau)
Pour les articles homonymes, voir Ostheim (homonymie).
Ostheim est un Ortsteil de Nidderau dans le Main-Kinzig-Kreis de Hesse.

## Localisation géographique
Ostheim est sur le bord sud du Wetterau et au pied du Ronneburger Hügelland, un contrefort du Vogelsberg, à une altitude de 135 mètres au-dessus du NN, à environ 10 km au nord de Hanau.

## Histoire

### Moyen Âge

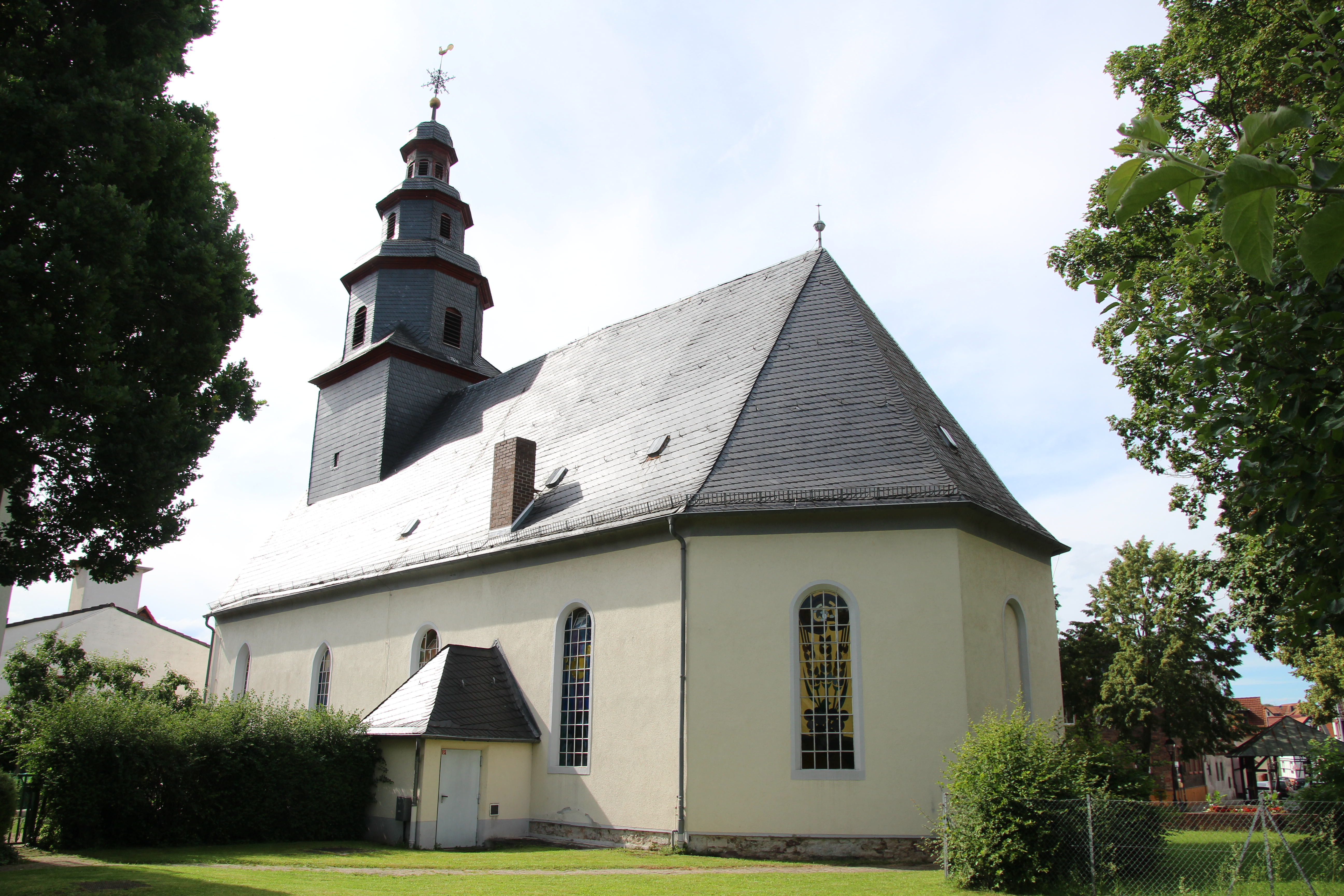
Église d'Ostheim

Vers 850, le lieu fut mentionné pour la première fois sous le nom d'Ostheim dans un annuaire en cadeau à l'abbaye de Fulda, et en 1016 décrit comme situant « in pago Wedereiba » (Gau Wetterau). Reinhard I. von Hanau le reçut en 1260 en gage et en 1262 en fief avec Windecken (Tezelnheim) de l’archidiocèse de Bamberg. À la fin du Moyen Âge, Ostheim appartenait à l'Amt Windecken au Herrschaft Hanau et à partir de 1429 au comté de Hanau, après la division de l'État en 1458 au comté de Hanau-Münzenberg.
1245 un prêtre est mentionné. A cette époque, il y avait donc une église au village. Il appartenait à l'archidiocèse de Mayence. Le chapitre rural de Roßdorf était l'autorité ecclésiastique centrale. Jusqu'en 1488, Windecken appartenait également à la paroisse d'Ostheim. Le patronage de l'église reposait sur l’évêque de Bamberg.
L'endroit était entouré d'un mur d'enceinte et les entrées étaient sécurisées par des portes. Le nom de la rue Eicher Tor en est un rappel aujourd'hui.

### Noms historiques
Ostheim a été mentionné dans les documents conservés sous les noms suivants (année de mention entre parenthèses) :
- Ostheim (vers 850)
- Ostheim (1016)
- Hostheim (1245)
- Ostheim (1356)
- Oystheim (1366)

### Début de l'époque moderne
Au milieu du XVIe siècle, la Réforme protestante est progressivement introduite dans le comté de Hanau-Münzenberg, d'abord dans un sens luthérien. Lors d'une "deuxième réforme", la dénomination du comté fut à nouveau modifiée : à partir de 1597, Philippe-Louis II de Hanau-Münzenberg poursuivit une politique d'église résolument réformée. Il a fait usage du jus reformandi, son droit en tant que souverain de déterminer la dénomination de ses sujets, et a largement appliqué la version réformée de la Réforme comme contraignante pour son comté. La paroisse appartenait désormais au doyenné de Windecken.
Ostheim a été gravement endommagé pendant la guerre de Trente Ans. La chronique rapporte :
- « Ostheimb, alsda seint gewesen 1 Kirch 1 Rathhauß und ein Schulhauß neben 2 gemeinen Backheuser und 104 anderen Hofreiten und Wohnungen sampt zugehörigen Schewern und Stallungen. Davon seint im Brant verdorben durch Cardinals Infant Volck 83 Heuser und 80 Schewern » (« À Ostheim, il y avait une église, une mairie et une école, ainsi que deux boulangeries et 104 autres fermes et habitations ainsi que des granges et des écuries associées. Parmi ceux-ci, 83 maisons et 80 granges incendiées par les soldats du cardinal. »)

Cela fait référence aux événements entre novembre 1634 et janvier 1635. Ce qui restait après cela a été incendié par les Croates en mai 1635.
Avec la mort du dernier comte de Hanau, Jean-Reinhard III, en 1736, Ostheim - avec tout le comté de Hanau-Münzenberg - tombe au Landgraviat de Hesse-Cassel, dont l'Électorat de Hesse est issu en 1803.
À la périphérie ouest, il y avait un moulin, également connu sous le nom „Mühle auf der Weide“ (en français : « moulin sur le pâturage »), sur le soi-disant „Mühlbach“ (en français : « ruisseau au moulin »).

### Époque moderne
Durant la période napoléonienne, Ostheim est sous administration militaire française à partir de 1806, appartient à la Principauté de Hanau de 1807 à 1810, puis de 1810 à 1813 au grand-duché de Francfort, département de Hanau. Il est ensuite retombé dans l'Électorat de Hesse. Lors de la réforme administrative de l'Électorat de Hesse en 1821, dans le cadre de laquelle la Hesse électorale a été divisée en quatre provinces et 22 districts, Ostheim est venu au district nouvellement formé de Hanau. En 1866, l'Électorat – et avec lui aussi Ostheim – fut annexé par la Prusse après la guerre austro-prussienne. Dès lors, il appartenait au gouvernorat de Cassel, avec lequel il resta jusqu'à la fin de la Seconde Guerre mondiale. Avec la fondation de l'État de Hesse, Ostheim, avec les districts de Hanau, Gelnhausen et Schlüchtern, a été incorporé dans le district administratif de Wiesbaden. Aujourd'hui, Ostheim appartient à l'arrondissement administratif de Darmstadt, après la dissolution du conseil régional de Wiesbaden. Le 1er juillet 1974, elle a été incorporée à la ville de Nidderau en tant que dernière municipalité par la loi dans le cadre de la Gebietsreform in Hessen,. En même temps, le nouvel arrondissement de Main-Kinzig voit le jour, auquel appartient depuis la ville de Nidderau.

## Littérature
- Helmut Brück (Red.) : Chronik Ostheim. Ein Stadtteil von Nidderau im Jahr 2000., Nidderau, 2000,  (ISBN 3-9801873-8-1)
- Wilhelm Figge et autres : Chronik der Gemeinde Ostheim., Ortenberg, 1974.
- Die%20zwei%20Reformationen%20in%20der%20Grafschaft%20Hanau-Münzenberg%20am%20Beispiel%20der%20Landgemeinde%20Ostheim%20(1530–1642) Peter Gbiorczyk : Die zwei Reformationen in der Grafschaft Hanau-Münzenberg am Beispiel der Landgemeinde Ostheim (1530–1642)
- Willi Klein: Zur Geschichte des Mühlenwesens im Main-Kinzig-Kreis (= Hanauer Geschichtsblätter. Band 40). Hanau 2003, p. 378f.
- Heinrich Reimer : Historisches Ortslexikon für Kurhessen (= Veröffentlichungen der Historischen Kommission für Hessen. Band 14). Nachdruck von 1926. Elwert, Marbourg 1974,  (ISBN 3-7708-0509-7), p. 363.